# Wedaverken

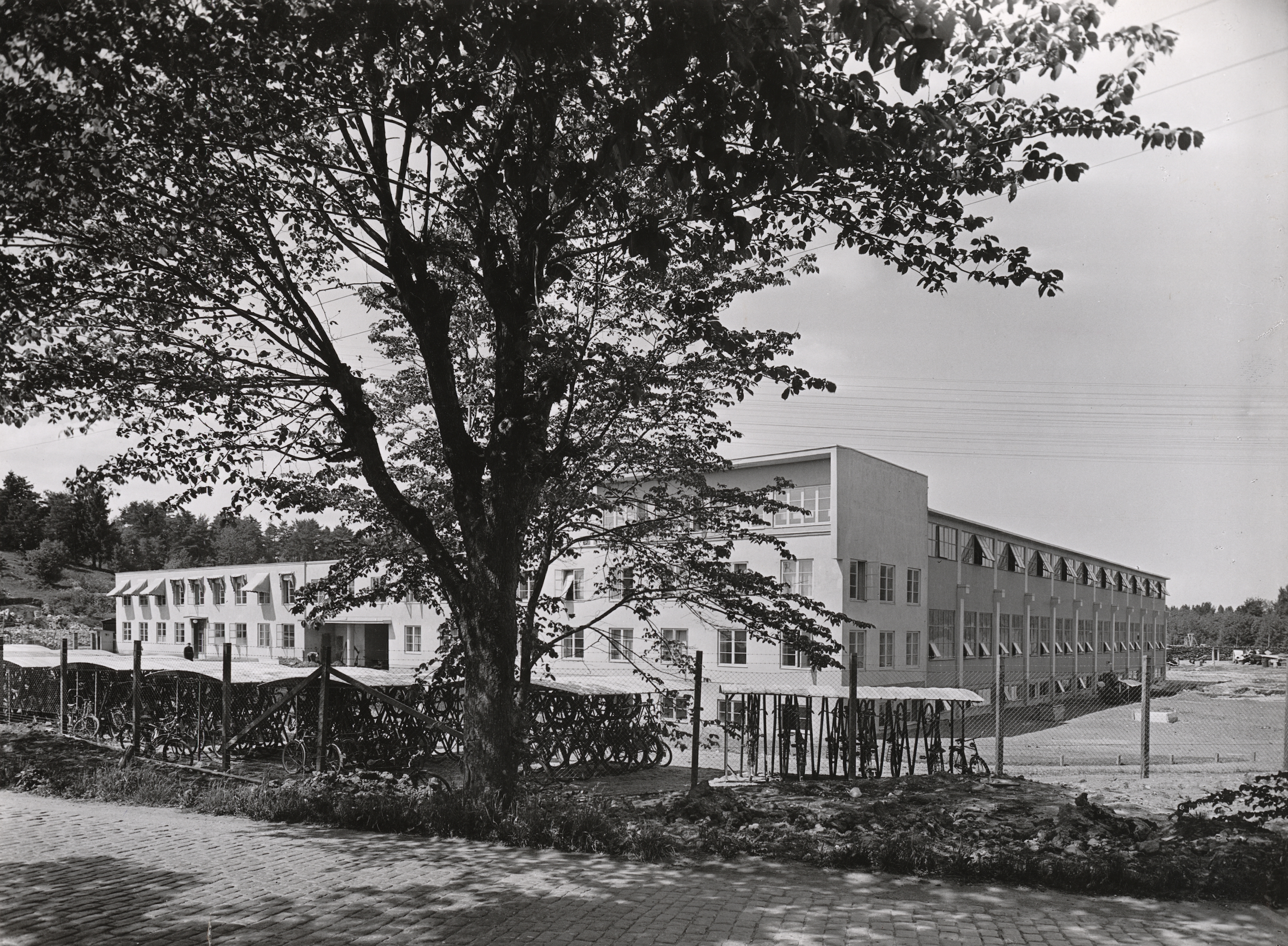
Wedaverkens lokaler i Södertälje 1943, sett från Bergaholmsvägen.

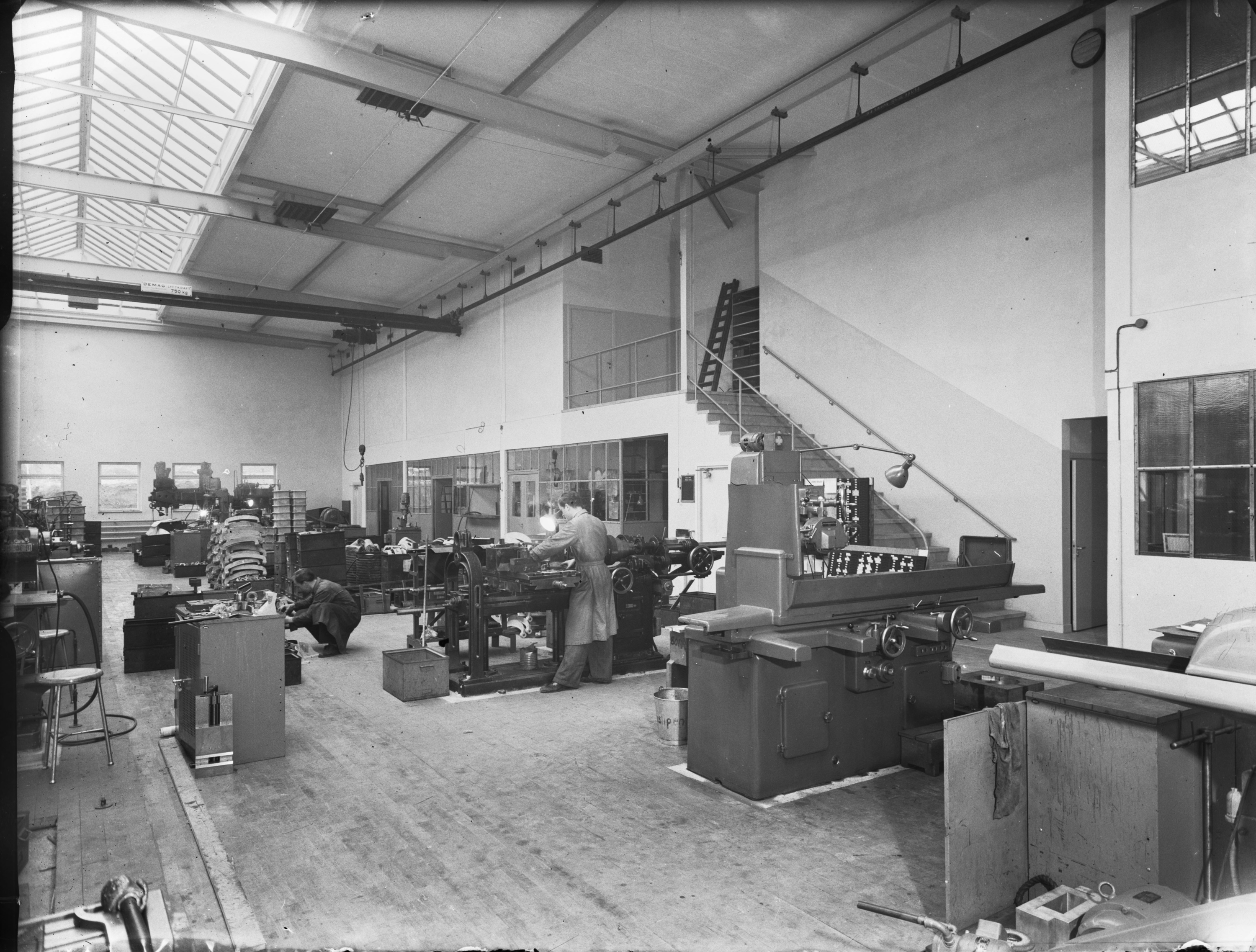
Bild från Wedaverkens tillverkning i Södertälje.

Wedaverken (även stavat Vedaverken) var ett företag i Södertälje i Södermanland och Stockholms län. Företaget grundades 1917, 1918 eller 1919.
Bolaget startades av Wilhelm Dan Bergman, och tillverkade initialt produkter av lättmetall i Mälarehamnen. 1938 flyttade man till nya lokaler på Ekensbergsområdet, vartefter man tog namnet Wedaverken. Under sin mest framgångsrika period var det stadens tredje största fabrik, och hade över 600 anställda. Bofors köpte Wedaverken 1939 för att kontrollera sin försörjning av lättmetallgjutgods för tillverkningen av flygmotorer vid Nohab Flygmotorfabrik. Bofors sålde av Wedaverken 1969 till Svenska Metallverken som strax efter gick upp i Grängesbergsbolaget.
Företagets tidigare lokaler är idag en del av köpcentrumet Weda.

## Pumpar
När Flygts pumpar började tillverka dränkbara dräneringspumpar 1947 så blev Wedaverken deras huvudsakliga leverantör av aluminiumgjutgods för yttermantlar och motorhus till sina dränkbara pumpar. När Flygt 1956 startade sitt eget aluminiumgjuteri tappade Wedaverken därmed sin största kund, för att fylla upp förlusten i produktionsvolym beslöt man att starta sin egen tillverkning av dränkbara dräneringspumpar. 1958 lanserades den första pumpen under varumärket WEDA. Wedas pumpar köptes upp 1982 av Dynapac, kända för sina produkter inom vägbyggnadsutrustning. När Atlas Copco sedan förvärvade Dynapac 2007 fick man även med Weda på köpet. Atlas Copco, som sedan länge har en stark position inom gruvnäringen, kunde då utöka sitt sortiment med dränkbara länspumpar. Dynapac avyttrades till franska Fayat 2017. Atlas Copco valde då att behålla Weda.